# Jean-Charles-Louis Regnault de Premesnil
Jean-Charles-Louis Regnault de Premesnil, francoski general, * 24. november 1880, † 1971.